# Gordon Ramsay: diavolo di uno chef
Gordon Ramsay: diavolo di uno chef (Gordon Ramsay: Cookalong Live) è un programma di cucina trasmesso originariamente dall'emittente TV britannica Channel 4 nel 2008 condotto dallo chef Gordon Ramsay. Inizialmente andò in onda come unica puntata, nel 2008 Channel 4 ha prolungato la programmazione producendone 2 serie.
Ogni settimana viene ospitato un personaggio noto e ci sono collegamenti con i telespettatori che cucinano dal vivo insieme a Ramsay.
Dal 22 giugno 2011 viene trasmesso in Italia dall'emittente Rai 5: la voce di chef Ramsay è di Andrea Ward.

## Speciale natalizio
Il 25 dicembre 2011 è stato trasmesso Gordon's Christmas Cookalong Live, in diretta dalla casa di chef Ramsay a Battersea. In Italia è stato trasmesso su Real Time il 23 dicembre 2012 col titolo Natale con Gordon Ramsay (la guida TV del canale lo ha anche chiamato Pranzo di Natale perfetto con Gordon Ramsay). Essendo trasmesso da Real Time, questo speciale vede Diego Sabre dare la voce allo chef inglese.
Tra gli ospiti vi erano David Hasselhoff, Russell Grant, Jermain Defoe e Dynamo.